# ムルン・アルタンホヤグ
ムルン・アルタンホヤグ（モンゴル語: Алтанхуягийн Мөрөн、1989年9月21日 - ）は、モンゴル国のサッカー選手。モンゴル国代表。ポジションはFW。同国のサッカー選手として初めてプロ契約を結んだ他、初めてヨーロッパのクラブに所属した選手である。

## クラブ歴
ウランバートルに生まれた彼は12歳の時にサッカーを始めた。2006年から2008年にセレンゲ・プレスに所属しサッカー選手となり、2008年から2009年にかけてはウランバートル大学に所属した。その後渡米し、ハンニバル・ラグランジェ大学とセントラル・メソジスト・イーグルスで大学サッカーを経験した。
2013年12月にはタイのクラビーFCと2年契約し、同国のサッカー選手としては初のプロサッカー選手となった。その後2014年6月にはサトゥーン・ユナイテッドFCにレンタル移籍をした。
2015年3月にはセルビア・プルヴァ・リーガのFKマチュヴァ・シャバツとサインし、同国の選手として初の欧州移籍を果たした。

## 代表歴
モンゴル国代表としては2007年に初出場した。FIFAワールドカップのアジア予選にも出場している。また、代表初出場の最年少記録も有している。

## 個人成績

### 代表
2015年6月14日現在
| モンゴル国代表 | モンゴル国代表 | モンゴル国代表 |
| 年             | 出場           | 得点           |
| -------------- | -------------- | -------------- |
| 2007           | 2              | 0              |
| 2008           | 0              | 0              |
| 2009           | 4              | 1              |
| 2010           | 0              | 0              |
| 2011           | 2              | 0              |
| 2012           | 0              | 0              |
| 2013           | 3              | 1              |
| 2014           | 1              | 0              |
| 2015           | 1              | 0              |
| 2016           | 2              | 0              |
| 計             | 15             | 2              |

代表での得点一覧
| # | 日附          | 場所                                    | 対戦相手       | 得点 | 結果 | 大会                        |
| - | ------------- | --------------------------------------- | -------------- | ---- | ---- | --------------------------- |
| 1 | 2009年4月14日 | ウランバートル・MFFフットボールセンター | マカオ         | 1–1  | 3–1  | AFCチャレンジカップ2010予選 |
| 2 | 2014年7月21日 | グアムサッカー協会トレーニングセンター  | 北マリアナ諸島 | 2–0  | 4–0  | 東アジアカップ2015          |